# Список основних екологічних законів, принципів і концепцій
- Аксіома адаптованості
- Аксіома емерджентності
- Біогеохімічні принципи Вернадського
- Геогенетичний закон Рундквіста
- Гіпотеза Геї
- Гіпотеза Ніколсона
- Гіпотеза «розподілу ризику»
- Гіпотеза саморегуляції популяцій
- Гіпотеза циклічного перенаселення
- Гіпотеза Червоної Королеви
- Другий закон термодинаміки
- Екологічна парадигма
- Ефект залежності від щільності
- Ефект засновника
- Закон (правило) 1%
- Закон Амбера
- Закон анатомічної кореляції (Закон Кюв'є)
- Закон Бауера — Вернадського
- Закон біогенетичний (Закон Мюллера — Геккеля)
- Закон біогенної міграції атомів
- Закон вертикальної зональності
- Закон відносної незалежності адаптації
- Закон впливу мас
- Закон гомологічних рядів
- Закон граничної урожайності
- Закон деградації якості енергії
- Закон дії факторів Тінемана
- Закон єдності організм — середовище
- Закон збереження енергії
- Закон збереження життя Куражковського
- Закон збереження маси
- Закон збіднення різнорідної живої речовини в острівних її згущеннях
- Закон зворотного зв'язку взаємодії людина - біосфера
- Закон зниження енергетичної ефективності природокористування
- Закон зональності
- Закон історичного розвитку біологічних систем
- Закон компенсації факторів (Ефект компенсації факторів, закон взаємозамінності факторів, закон Рюбеля) — закон, виявлений Е. Рюбелем (1930), згідно з яким відсутність або недостатня кількість деяких екологічних факторів можуть бути компенсовані іншими близькими (аналогічними) факторами. Так, обмеженність світла у парнику може бути компенсована або підвищенням концентрації СО2, або стимулюючою дією деяких біологічно активних речовин (наприклад, гіберелінів). Однак така компенсація факторів, як правило, відносна, адже фундаментальні екологічні (фізіологічні) фактори (вода, світло, вуглекислий газ, азот, фосфор, калій, мікроелементи та ін.) в принципі незамінні (закон Вільямса).[1]
- Закон Копа — Депере
- Закон критичних величин фактора
- Закон Ліндемана (Закон (правило) 10%; закон піраміди енергій)
- Закон Лундегарда — Полєтаєва (Закон відносності дії лімітуючих чинників)
- Закон Майра
- Закон максимізації енергії і інформації
- Закон мінімуму видів
- Закон мінімуму дисипації енергії (Принцип економії енергії)
- Закон мінімуму Лібіха
- Закон незамінності фундаментальних факторів (Закон Вільямса)
- Закон незворотності еволюції органічного світу (Закон Дарвіна—Долло)
- Закон необоротності взаємодії людина – біосфера
- Закон неоднозначної дії
- Закон ноосфери Вернадського
- Закон обмеженого росту Дарвіна
- Закон обмежуючих факторів
- Закон оборотності біосфери
- Закон одностороннього потоку енергії в ценоекосистемах
- Закон оптимальності
- Закон покриття тіла
- Закон послідовного проходження фаз розвитку
- Закон природної зональності
- Закон природноісторичний
- Закон розвитку природної системи за рахунок навколишнього її середовища
- Закон Сєверцова
- Закон спадної родючості ґрунту
- Закон сукупної дії факторів (Закон Мітчерліха-Бауле)
- Закон толерантності Шелфорда
- Закон фазових реакцій
- Закон Харді — Вайнберга
- Закони Бауера (Загальнобіологічні принципи Бауера, Принцип максимуму ефекта зовнішньої роботи)
- Закони Дансеро
- Закони екології Коммонера
- Закони Менделя: Закон домінування ознак, Закон одноманітності гібридів, Закон чистоти гамет
- Закони про охорону природи
- Закони термодинаміки
- Закони філогенетичні
- Законодавство природоохоронне
- Концепції виду
- Концепція глобальної рівноваги Медоуза
- Концепція градуалістичної еволюції
- Концепція континууму (Принцип континууму угруповань)
- Концепція мінімального розміру популяції
- Концепція моноклімаксу
- Концепція поліклімаксу
- Концепція природної рівноваги Коммонера
- Концепція пристосованості генотипу
- Концепція рівнів інтеграції життя
- Концепція Робертсона
- Основні принципи системології
- Правило Аллена
- Правило Бергмана
- Правило Глогера
- Правило екологічного дублювання
- Правило де Кандоля-Воллеса
- Правило Івлєва
- Правило Монара
- Правило «метаболізм і розміри особин»
- Правило міри перетворення природних систем
- Правило поверхонь
- Правило Стайкоса
- Правило Фостера
- Принцип заломлення діючого фактора в ієрархії систем
- Принцип (класифікації) Дарвіна
- Принцип (конваріантної редуплікації) Тимофєєва-Ресовського
- Принцип (природного) відбору
- Принцип антропності (Принцип Зельманова—Картера)
- Принцип блочного конструювання моделей
- Принцип взаємного виключення
- Принцип взаємного впливу
- Принцип використання переваг
- Принцип Ґаузе (Принцип конкурентного виключення)
- Принцип гетерогенезису
- Принцип дії факторів Тишлера
- Принцип доповнюваності
- Принцип еквівалентності Тишлера
- Принцип екологічної конгруентності
- Принцип екологічної обережності
- Принцип експоненціального зростання чисельності популяцій в сприятливому і необмеженому стаціонарному середовищі
- Принцип Івлєва
- Принцип ієрархічнії організації
- Принцип індивідуальності видів
- Принцип Кюрьє
- Принцип Ле Шательє — Брауна (Принцип рухомої рівноваги)
- Принцип лімітуючих факторів
- Принцип максимізації потужності
- Принцип нормування Строганова
- Принцип Оллі
- Принцип організаційної деградації
- Принцип продуктивної оптимізації Реммерта
- Принцип Раменського-Глізона
- Принцип раптового посилення патогенності
- Принцип рухомої рівноваги
- Принцип системності
- Принцип стабілізації екологічних ніш
- Принцип стабільності
- Принцип сталої нерівноважності Бауера
- Принцип територіальної спільності
- Принцип Тінемана
- Принцип функціональної інтеграції
- Принципи Патіна
- П'ять «залізних законів» охорони природи П. Р. Ерліха
- Рівняння (принцип) Лотки — Вольтерри
- Теорія r/K-добору
- Теорія острівної біогеографії
- Теорія переривчастої рівноваги
- Теорія систем (Принцип Берталанфі)
- Фітоценологічні принципи Жаккара

## Ресурси Інтернету
- Дедю И. И. Экологический энциклопедический словарь. — Кишинев, 1989 [Архівовано 24 жовтня 2016 у Wayback Machine.]
- Словарь ботанических терминов / Под общ. ред. И. А. Дудки. — Киев, Наук. Думка, 1984 [Архівовано 31 жовтня 2016 у Wayback Machine.]
- Англо-русский биологический словарь (online версия) [Архівовано 6 листопада 2016 у Wayback Machine.]
- Англо-русский научный словарь (online версия) [Архівовано 21 жовтня 2016 у Wayback Machine.]